# Spermophorella mjobergi
Spermophorella mjobergi is een insect uit de familie van de Berothidae, die tot de orde netvleugeligen (Neuroptera) behoort. 
Spermophorella mjobergi is voor het eerst wetenschappelijk beschreven door Esben-Petersen in 1918.